# Dumas Malone
Dumas Malone (10 janvier 1892 – 27 décembre 1986) est un historien américain. Il est célèbre pour sa biographie en six volumes de Thomas Jefferson, Jefferson and His Time. Il reçoit pour cet ouvrage le prix Pulitzer d'histoire, en 1975. En 1983, il est lauréat de la médaille présidentielle de la Liberté.

## Biographie
Né à Coldwater, au Mississippi, Dumas Malone est diplômé en 1910 de l'université Emory. En 1916, il est diplômé en théologie (divinity degree) à Yale. Entre 1917 et 1919, pendant la Première Guerre mondiale, il est sous-lieutenant dans le United States Marine Corps. Après la guerre, il retourne à Yale où il obtient son master en 1921 et son doctorat en 1923. Il remporte le prix John Addison Porter cette même année pour sa thèse The Public Life of Thomas Cooper, 1783-1839, publiée plus tard, en 1926.
Dumas Malone enseigne l'histoire à l'université Yale, à l'université Columbia et à l'université de Virginie. Il est l'un des directeurs des Harvard University Press et contribue au Dictionary of American Biography. Il est élu membre de l'American Antiquarian Society en 1934. 
Il est surtout connu pour sa biographie en six volumes de Thomas Jefferson, publiée entre 1948 et 1981, pour laquelle il obtient le prix Pulitzer d'histoire en 1975. Il est alors le lauréat de ce prix le plus âgé, ayant atteint cette année-là 83 ans. Ces ouvrages sont reconnus et ce notamment pour les chronologies détaillées qu'ils fournissent des déplacements et des activités du président Jefferson. Il axe aussi ses travaux sur la pensée politique de ce dernier.
Ces ouvrages sont cependant critiqués par d'autres historiens, qui leur reprochent des oublis et des erreurs, de même qu'un manque de recul critique sur les actes et idées de Jefferson. Annette Gordon-Reed s'est particulièrement intéressée à l'historiographie de la controverse qui entoure la relation Jefferson/Sally Hemings, notant que Dumas Malone a privilégié les témoignages des descendants de Jefferson, sans tenir compte de ceux d'anciens esclaves.
En 1983, Ronald Reagan lui remet  la médaille présidentielle de la Liberté.
Dumas Malone meurt le 27 décembre 1986, à l'âge de 94 ans, à Charlottesville, en Virginie, où il est enterré.

## Publications
- Jefferson and His Time (1948 - 1981) :
  - Jefferson the Virginian (1948)
  - Jefferson and the Rights of Man (1951)
  - Jefferson and the Ordeal of Liberty (1962)
  - Jefferson the President: First Term, 1801-1805 (1970)
  - Jefferson the President: Second Term, 1805-1809 (1974)
  - The Sage of Monticello (1981).
- The Story of the Declaration of Independence. Oxford University Press, New York et Londres, 1954.
- avec Basil Rauch : Empire for Liberty: The Genesis and Growth of the United States of America. Appleton-Century-Crofts, New York, 1960.
- Thomas Jefferson as Political Leader. University of California Press, Berkeley 1963; Cambridge University Press, London, 1963.